# Eusthenia costalis
Eusthenia costalis är en bäcksländeart som beskrevs av Banks 1913. Eusthenia costalis ingår i släktet Eusthenia och familjen Eustheniidae. Inga underarter finns listade i Catalogue of Life.